# Тягово-зчіпний пристрій

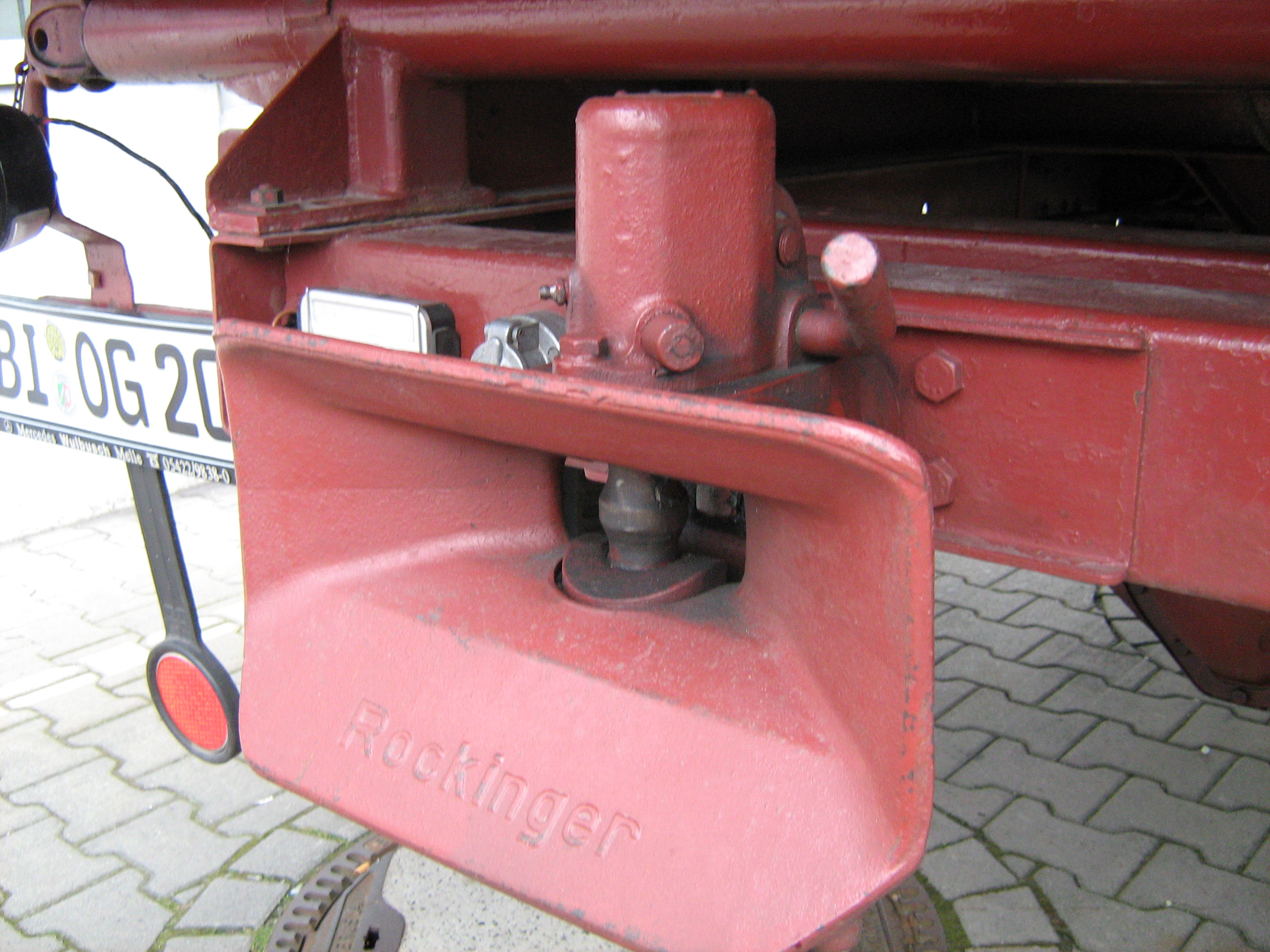
Тягово-зчіпний пристрій шворнево-вилочного типу

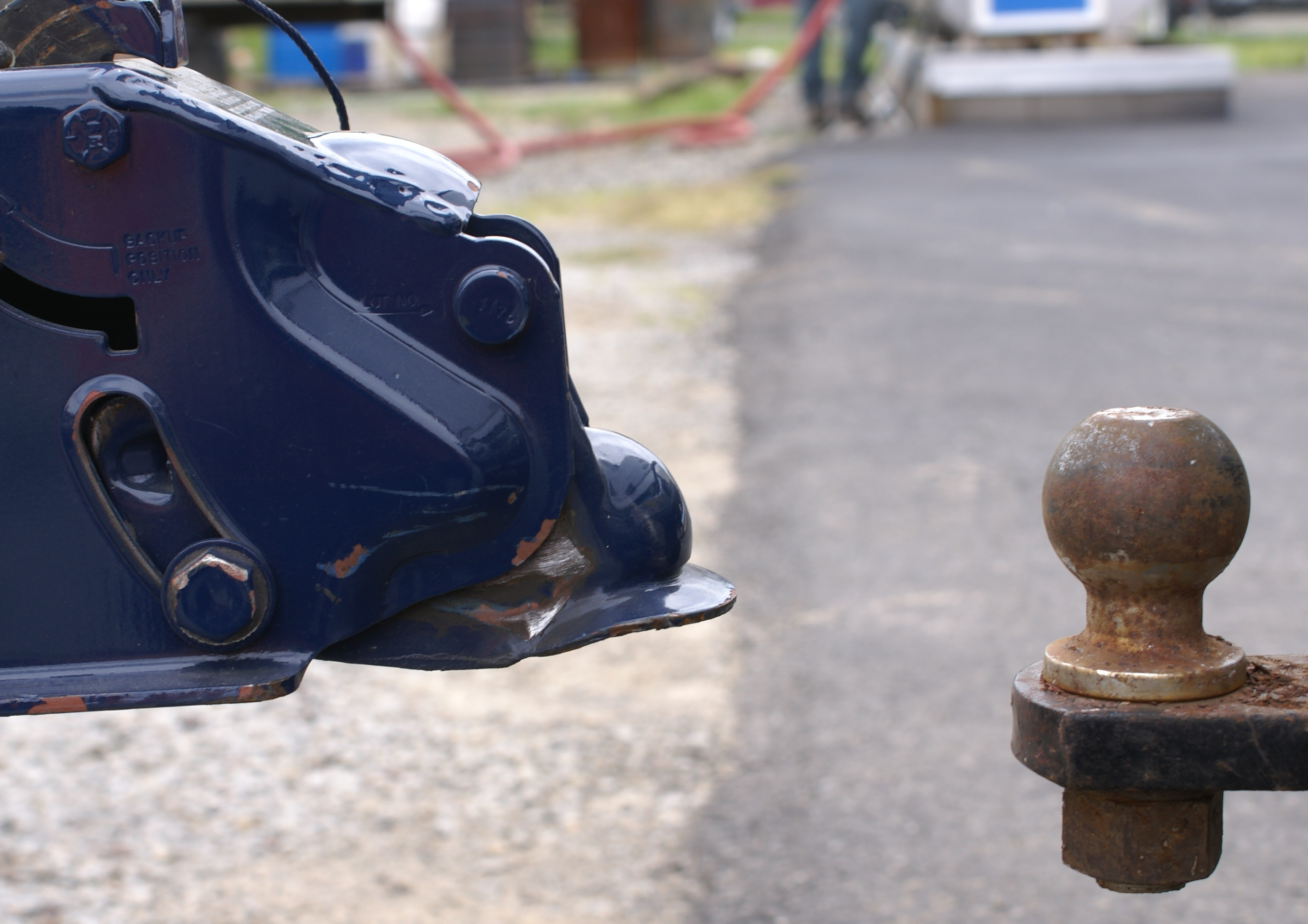
ТЗП кульового типу

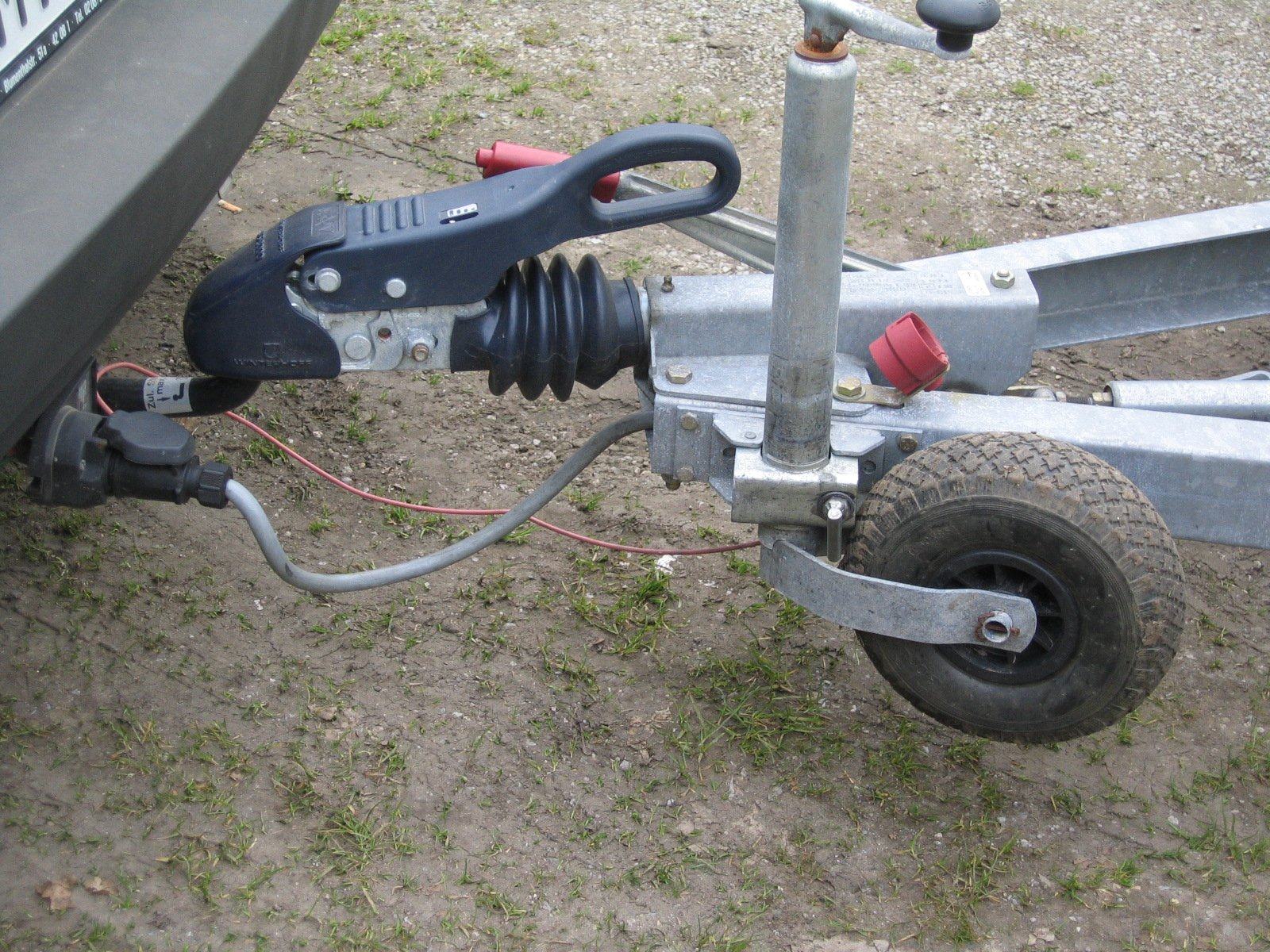
Причеплення за допомогою ТЗП кульового типу, із запобіжним замком і приєднанням кабелю електропроводки причепа.

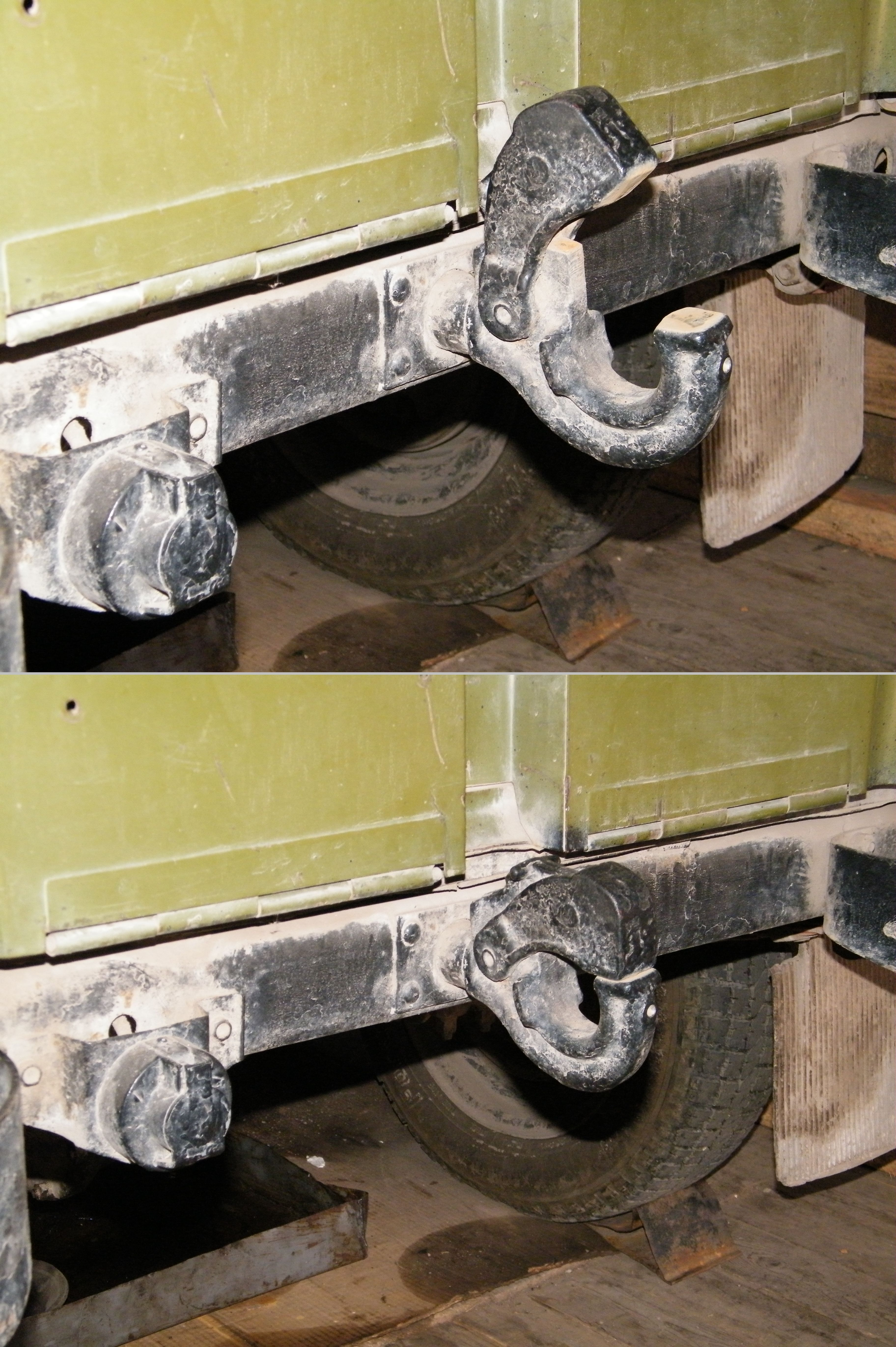
ТЗП типу гак-петля автомобіля ГАЗ-69

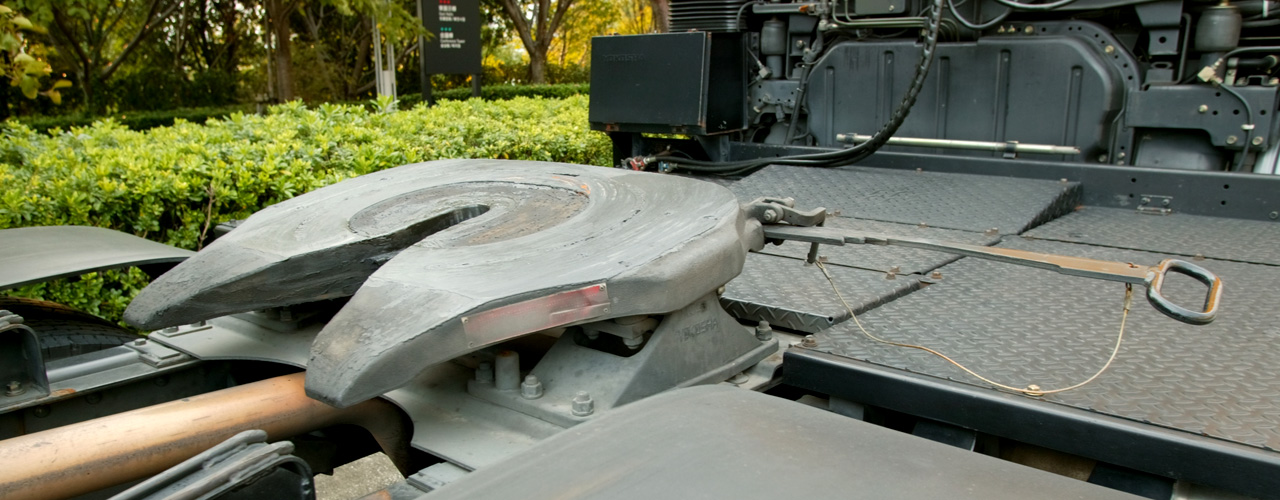
ТЗП сідлового типу

Тягово-зчіпний пристрій, ТЗП, розм. фаркоп (первісно так називали гвинтове зчеплення поїздів, походження слова невідоме) — пристрій для приєднання причепів і напівпричепів до транспортного засобу (з'єднання причіпних ланок). Залежно від тоннажу й типу транспортних засобів можуть використовуватися різні види ТЗП.
Виробництво тягово-зчіпних пристроїв стандартизовано. Стандарти визначають головні технічні вимоги до тягово-зчіпних пристроїв, кількість типорозмірів і порядок установлення й кріплення зазначених пристроїв на рамі тягача.

## Види
Тягово-зчіпний пристрій складається з таких елементів: зчіпного вузла, механізму гнучкості, поглинально-амортизаційного пристосування і вузла кріплення. Для з'єднання з ТЗП дишель причепа теж має на своєму передньому кінці зчіпний вузол. Окремі типи ТЗП споряджаються додатковими механізмами.
Залежно від типу зв'язку тягача з причепом розрізняють дві великі групи зчіпних пристроїв: тягово-зчіпні та опорно-зчіпні. До перших належать шворневі ТЗП, кульові й типу «гак-петля». Опорно-зчіпні називаються ще сідловими.
Для підключення електрообладнання причепа (габаритних вогнів) до електросхеми автомобіля поруч ТЗП передбачена розетка для вилки кабелю.

### Шворневий пристрій
У цьому варіанті звісного пристрою використовується вертикальний шворінь, через який проходить кільце дишля. Найраніший варіант застосовувався для буксирування гарматних лафетів за допомогою артилерійських передків. У вермахті для буксирування причепів (передків) тягачами та мотоциклами використовувався особливий тип ТЗП — уніфікований передковий гак (нім. Einheitsprotzhaken).
Зараз використовується шворневий зчіпний пристрій, який включає в себе вилку-вловлювач, тому його ще називають вилочним. Він застосовується на вантажних автомобілях. Вилочний ТЗП забезпечує можливість півавтоматичного та автоматичного зчеплення. При подаванні тягача петля дишля потрапляє у вловлювач і шворінь входить в неї, автоматично фіксуючи. ТЗП такого типу встановлюється не тільки на задній, але й на передній перекладині тягача, уможливлюючи здійснювати не тільки тягання, але й штовхання.
Для короткотривалого застосування іноді використовують спрощений варіант шворневого ТЗП — пальцевого типу.

### Кульовий пристрій
Кульовий тягово-зчіпний пристрій використовується для буксирування причепів масою до 3,5 тонн: на легкових і малотоннажних вантажних автомобілях. Тяговий стрижень має Г-подібну форму з кулею нагорі, а на кінці дишля знизу є півсферична заглибина. Для запобігання зіскочуванню заглибини з кулі на дишлі встановлюється запобіжний замок, що своєю верхньою частиною притискується до головки, а заскочка перешкоджає його самочинному розкриттю. Стандартний діаметр кулі — 50 мм.

### Гак-петля
Тягово-зчіпний пристрій типу гак-петля має вигляд гака із запірною скобою. Для запобігання відчепленню під час їзди запірна скоба споряджається запобіжним замком. Колись широко використовувався на вантажних автомобілях, зараз значною мірою витіснений шворнево-вилочним пристроєм. До недоліків цього пристрою належить підвищене зношування ділянок зіткнення гака і кільця дишля внаслідок великих зазорів.

### Сідловий пристрій
Для причеплення напівпричепів до сідлових тягачів використовують особовий тип тягово-зчіпного пристрою — сідлово-зчіпний.

## Галерея

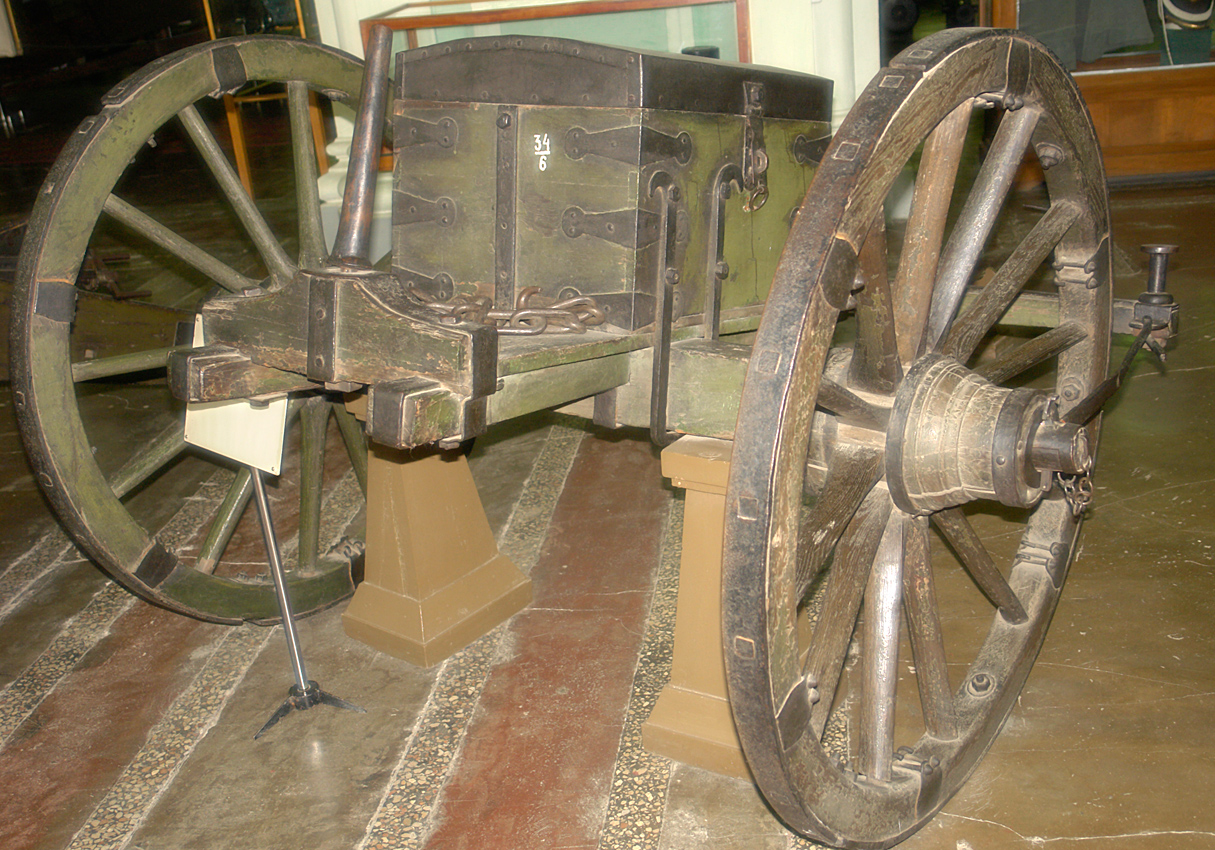
Шворінь на артилерійському передку, на який надівалася шворнева лійка лафета
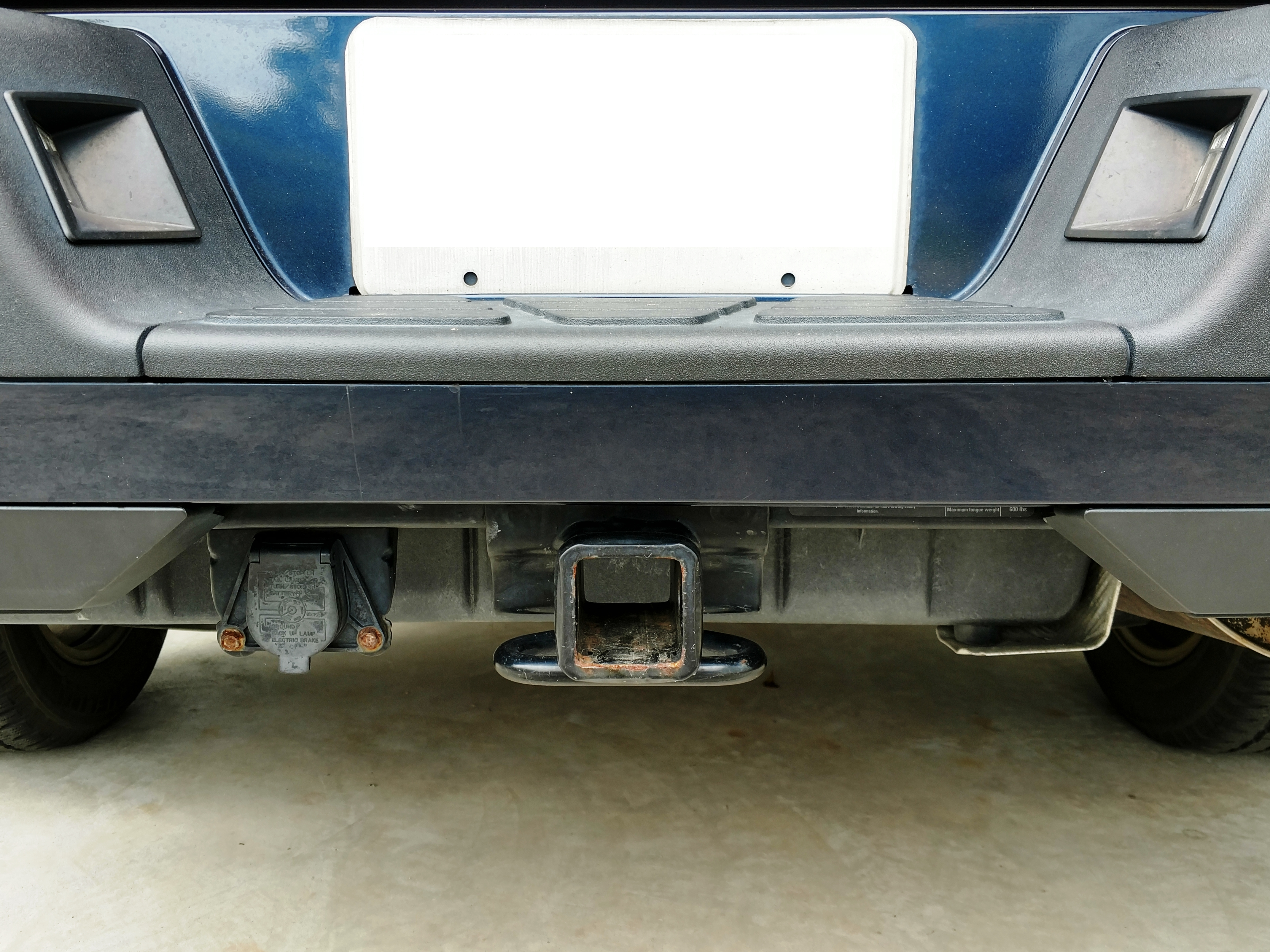
Гніздо кріплення ТЗП, прийняте в Північній Америці («американський квадрат»)
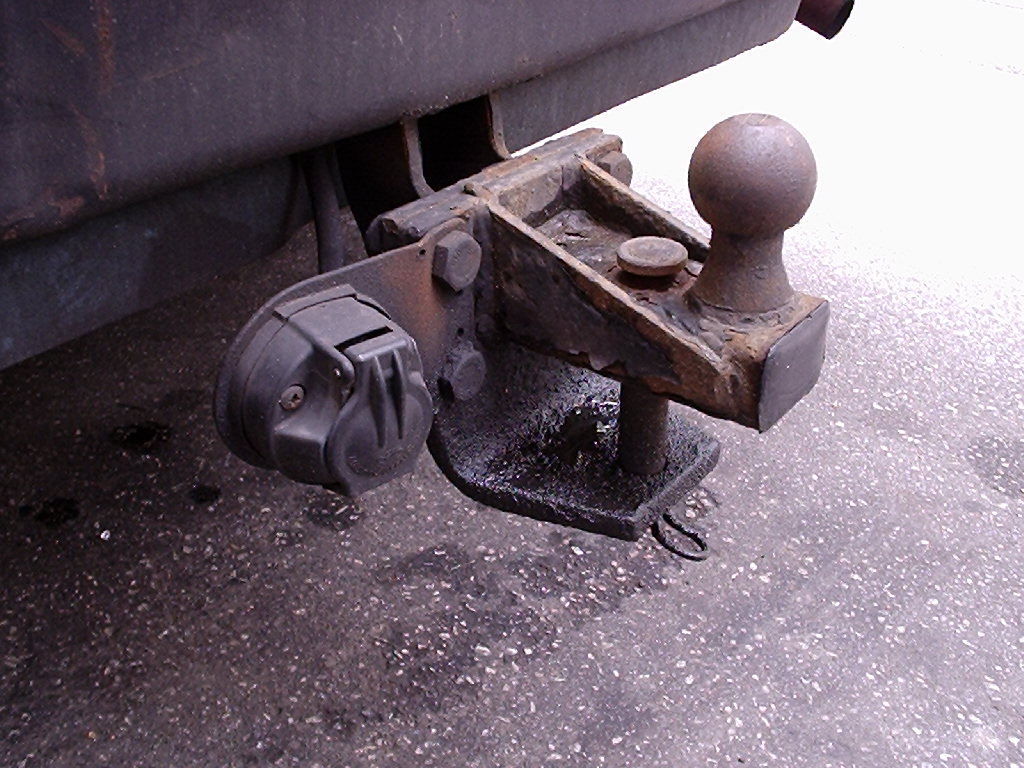
Комбінований кульово-шворневий ТЗП
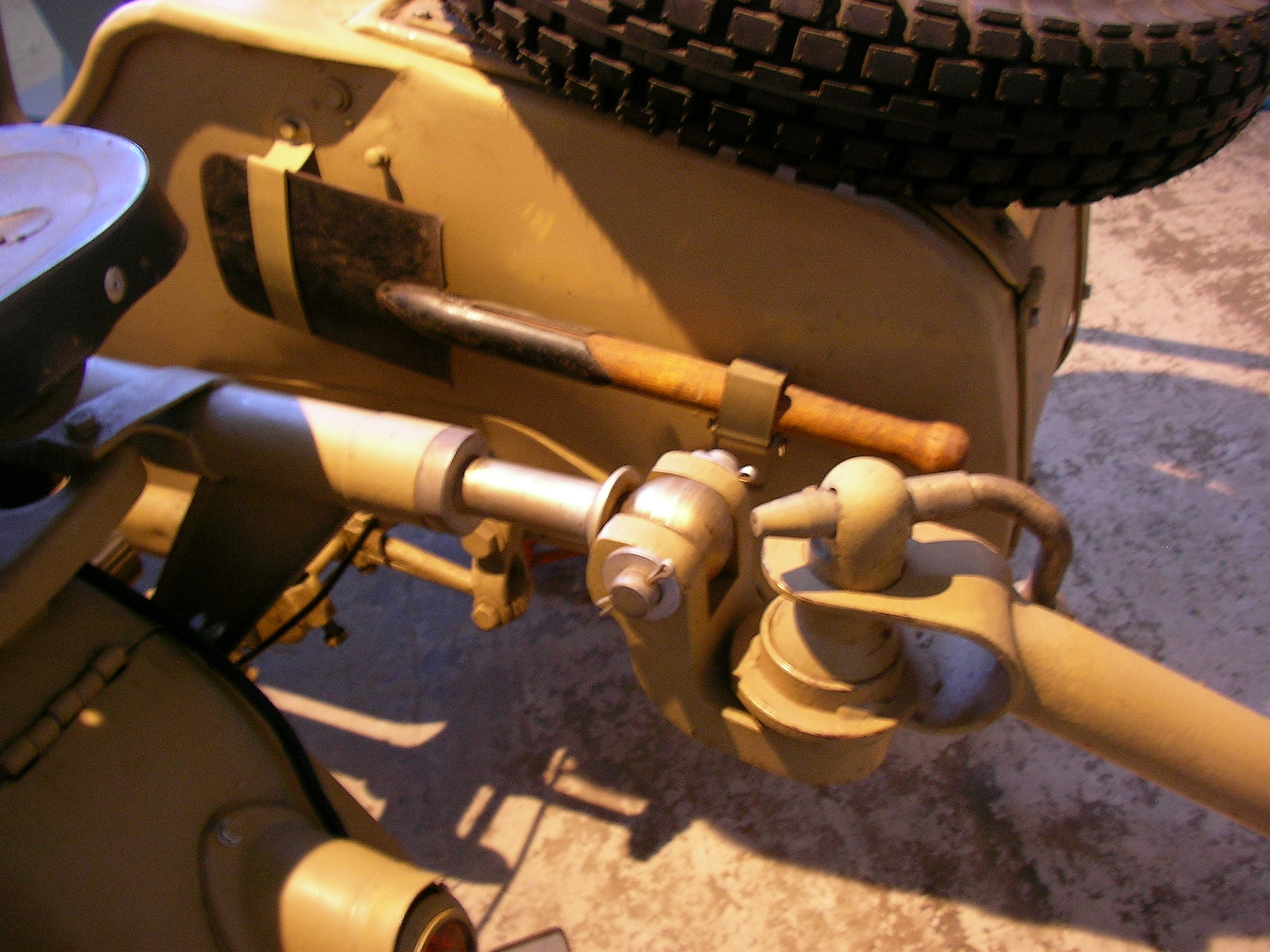
Уніфікований передковий гак на мотоциклі Zündapp KS 750
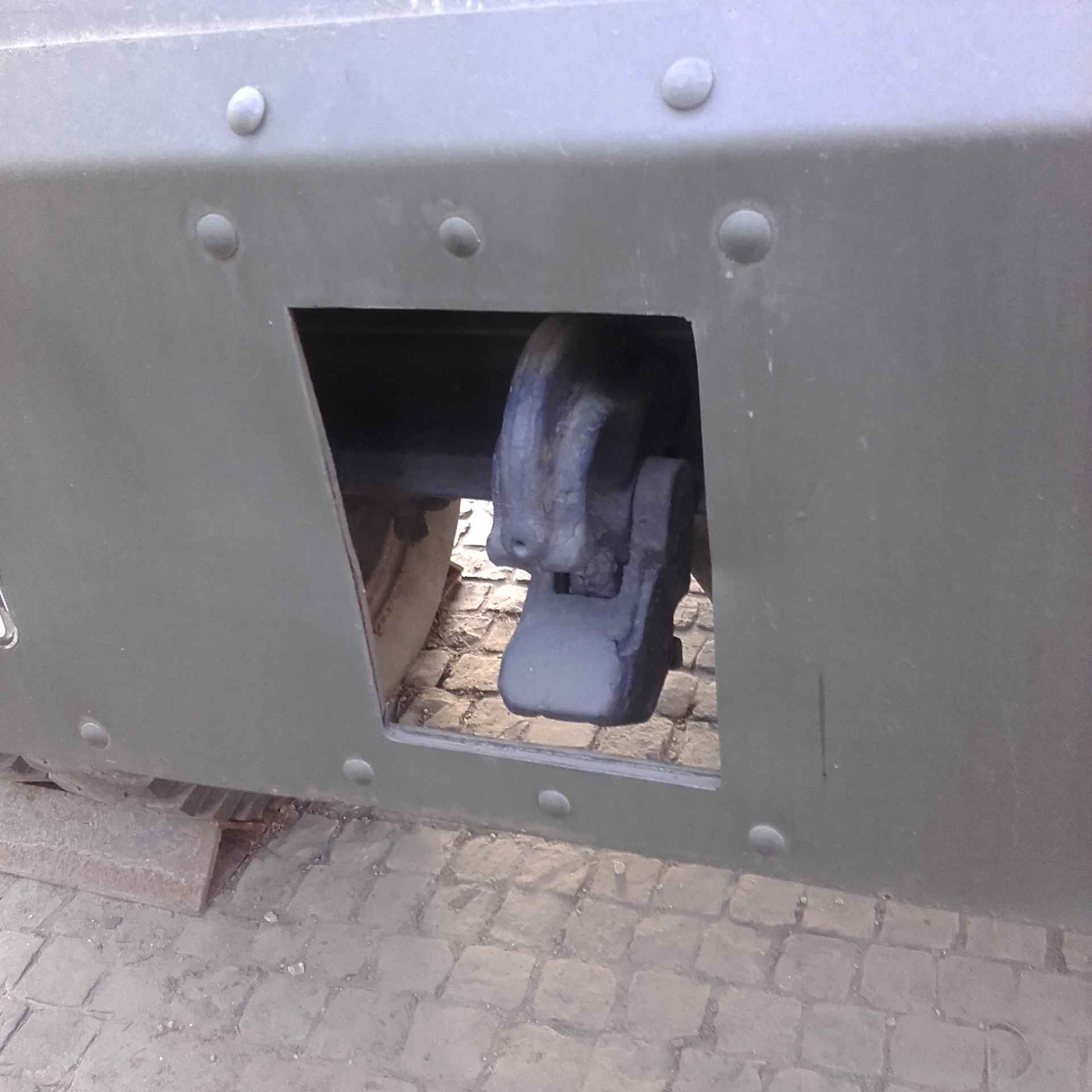
Гак-петля з рухомою нижньою частиною